# Bubble Bobble
El Bubble Bobble és un videojoc de plataformes creat per Taito en 1986. Va aparèixer primer en màquines recreatives però el seu èxit va propiciar que apareguessin versions per a diferents consoles, especialment les de la Nintendo. El jugador controla un drac que es mou per un circuit i salta plataformes, bufant per crear bombolles que matin els enemics (d'aquí el nom del joc). És possible jugar amb dos dracs alhora en mode multijugador, ajudant-se a treure obstacles del camí entre els dos. Les bombolles es poden usar com a plataforma si no es llencen contra enemics. Els dos dracs compten amb ajudes de diversos objectes i el premi per recórrer tots els nivells és la trobada amb les seves parelles. El dissenyador principal de la saga és en Fukio Mitsuji.
Ha estat considerat un dels millors jocs del seu gènere i any per introduir diversos elements innovadors, com ara la possibilitat d'arribar a diferents finals del joc.